# Šmohor
Šmohor je naselje v Občini Laško.